# Clodi Albí
Clodi Albí (25 de novembre de 147 - 19 de febrer de 197) va ser un efímer emperador romà, de nom complet Dècim Clodi Ceioni Septimí Albí (Decimus Clodius Ceionius Septimius Albinus).

## Vida
Els seus orígens eren aristocràtics, fill de Ceioni Postumi i d'Aurèlia Messalina. Va néixer a Hadrumetum a la província romana d'Àfrica. Segons el seu pare, va rebre el seu cognomen a causa de la pal·lidesa de la seva pell.
Va entrar de jove a l'exèrcit, mostrant grans aptituds militars i era un hàbil gladiador. Va assolir el comandament on es va mostrar molt cruel (era anomenat el Catilina del seu temps). Es va distingir diversos cops, especialment durant la revolta d'Avidi Cassi contra Marc Aureli el 175, on va tenir un paper destacat que li va valer el reconeixement de l'emperador (que li diu en una carta que sense ell les legions de Bitínia haurien passat a Avidi Cassi, i que el vol fer cònsol).

## Regnats de Còmmode, Pèrtinax i Didi Julià
Còmmode va donar a Albí el comandament de la Gàl·lia i després de Britànnia, amb el càrrec de governador. L'emperador fins i tot li va oferir el títol de "cèsar", que Albí va rebutjar (180). En córrer el fals rumor que Còmmode havia mort, Clodi Albí es va revoltar a Britànnia i va assenyalar a Còmode com un tirà, demanant en un discurs a les seves legions el restabliment del senat amb el seu antic poder. Això va complaure fortament els senadors, però no així a l'emperador Còmmode que va enviar a Juni Sever per reemplaçar-lo com a nou governador. Malgrat tot, Clodi Albí va ignorar aquest fet i va conservar el comandament fins a la mort de Còmode i del seu successor Pèrtinax (193).
No se sap la part que va tenir Clodi Albí en la mort de Pèrtinax, però a la mort d'aquest, durant l'Any dels cinc emperadors, Didi Julià va comprar el tron subornant als pretorians. El nou emperador va estar qüestionat pel poble i l'exèrcit des del primer moment i tant fou així, que poc després de coronar-se va viure la revolta de tres dels seus generals: Pescenni Níger va ser proclamat emperador per les legions a Síria, Septimi Sever per les legions d'Il·líria i Panònia i Clodi Albí per les legions de la Gàl·lia i de Britànnia. El Senat va fer matar Didi Julià i va reconèixer a Sever, que va decidir atacar a Níger segurament després d'un acord amb Clodi Albí, que probablement va ser nomenat "cèsar" i va exercir com a cònsol el 194.
Després de la derrota de Níger (194) i la caiguda de Bizanci el 196, Sever va decidir assolir tot el poder. Clodi Albí va veure com la seva situació esdevenia perillosa i es va preparar per resistir. Es va escapar pels pèls de ser assassinat per un missatger de Sever i posant-se al capdavant d'un exèrcit de 150.000 homes, es va proclamar emperador durant la tardor del 196.

## Guerra contra Sever
Albí va dirigir les seves tropes cap a la Gàl·lia, on volia enfrontar-se amb Sever. Inicialment, va derrotar el llegat d'aquest, Viri Llop, i va establir el seu campament a la ciutat de Lugdúnum, però no va poder guanyar-se la lleialtat de les legions del Rin.
Finalment, Albí es va enfrontar amb Sever, que tenia un exèrcit de nombre similar. Ambdues forces es van trobar a la batalla de Lugdúnum (Lió) el 19 de febrer del 197, batalla sagnant en la que Sever va obtenir la victòria final. Segons l'historiador Cassi Dió van participar 300.000 homes i va ser la batalla més gran entre exèrcits romans. Clodi Albi va morir, segons uns per suïcidi i segons altres per ordre de Sever que l'hauria fet presoner. El seu cos va ser enviat a Roma i al senat, humiliat així per les seves simpaties amb Clodi Albi. La ciutat de Lió va ser saquejada i parcialment destruïda i els partidaris de Clodi Albi, perseguits. Britànnia es va dividir en dos províncies (Inferior i Superior).
Va deixar un o dos fills però, junt amb la seva mare, van morir per ordre de Sever. Va escriure un tractat d'agricultura i una col·lecció d'històries (anomenades Milesius).